# Nikola Vujadinović
Nikola Vujadinović (sârbă Никола Вујадиновић) (n. 31 iulie 1986, R.S.F. Iugoslavia) este un fotbalist muntenegrean care evoluează la echipa Osasuna pe postul de fundaș central. A jucat în Liga I, la Unirea Alba Iulia

## Carieră
A debutat pentru Unirea Alba Iulia în Liga I pe 26 septembrie 2009 într-un meci câștigat împotriva echipei FC Vaslui.

## Personal
Nikola este și cetățean al Uniunii Europene, deoarece bunicul său Velichko este originar din Bulgaria.

## Titluri
| Sezon     | Club       | Titlu               |
| --------- | ---------- | ------------------- |
| 2007-2008 | ȚSKA Sofia | A PFG               |
| 2008      | ȚSKA Sofia | Supercupa Bulgariei |